# 楠木半七郎
楠木 半七郎（くすのき はんしちろう）は、江戸時代後期の武士、相良藩士。

## 経歴
楠木氏（楠氏）は相良藩譜代の重臣で、代々半七郎を称した。同名の人物は藩祖意次の代の宝暦8年（1758年）に家老として、天明5年（1785年）御側御用人として、田沼意明の代の寛政元年（1789年）に物頭として名がみえる。
当代の半七郎は先述の物頭の嫡男で、文政6年（1823年）田沼氏が陸奥下村藩から相良に帰封された時に家老に就任した。天保4年（1833年）7月、相良港の武七が経営する米100俵と油35樽を積載した清水港行きの船が相良沖で転覆する事故が発生した際には、半七郎が自ら指揮を執って積荷の陸揚げを行い、被害を最小限に抑える功があった。